# Денежкино (Свердловская область)
Денежкино — посёлок в Свердловской области России, административно подчинённый городу Ивделю. Входит в Ивдельский муниципальный округ.
Ранее посёлок являлся административным центром Самского сельсовета города Ивделя.

## Географическое положение
Денежкино расположено в 54 километрах (по автодороге в 87 километрах) к югу от города Ивделя, на правом берегу реки Сосьвы, выше устья её правого притока — реки Самы. Чуть выше по течению Сосьвы, на левом берегу реки, расположена живописная скала Денежкин Камень.
Через Денежкино проходит ветка Серов — Полуночное Свердловской железной дороги. В посёлке расположена железнодорожная станция Сама. Автомобильное сообщение с посёлком затруднено.

## Население
| 2002 | 2010 |
| ---- | ---- |
| 382  | ↘277 |

| 2015 | 2020 | 2023 |
| ---- | ---- | ---- |
| 225  | 178  | 166  |